# Samuel Mitja Rapoport
Samuel Mitja Rapoport, né le 14 novembre 1912 à Volotchysk dans l’Empire russe (aujourd’hui en Ukraine), mort le 7 juillet 2004 à Berlin, est, en tant que citoyen autrichien, directeur de l’Institut de chimie biologique et physiologique de l’université Humboldt à Berlin-Est et président de la Société scientifique Leibniz à Berlin. 
Jusqu’en 1996 il a publié 666 travaux scientifiques ou y a pris part et on le considère comme l’un des plus célèbres biochimistes de son temps en Allemagne et à l’étranger. Il était aussi un communiste convaincu et actif, pour qui le socialisme était ce qui comptait avant tout

## Biographie
De 1912 à 1916, il grandit en Galicie-Volhynie à la frontière avec la Pologne et l'Autriche. Pendant la Première Guerre mondiale, sa famille juive se rendit à Odessa, où elle vécut la Révolution d'Octobre et la guerre civile russe. En 1920 elle s'enfuit à Vienne, de sorte que sa petite enfance fut marquée par la menace et par l'exil. À Vienne, il fit ses études secondaires puis étudia la chimie et la médecine et obtint son doctorat. En 1933, il entra à l'Institut de Chimie Médicale et fit ses débuts scientifiques avec la détermination des acides aminés dans le sérum sanguin.
Lorsque l'annexion de l'Autriche par l'Allemagne nazie ne fut plus qu'une question de temps, Otto von Fürth lui fit obtenir en 1937 une bourse d’études à l'hôpital pour enfants de Cincinnati dans l'Ohio, aux États-Unis. Il fit venir dans cette ville sa première épouse, Maria Szécsi, avec qui il fut marié de 1937 à 1946. L'hôpital pédiatrique de Cincinnati était et reste encore l'un des centres pour le traitement et la recherche en médecine les plus reconnus aux États-Unis. C’est là que la première machine cœur-poumon a été mise au point. Il y travailla comme pédiatre et obtint son deuxième doctorat. En 1944, il rencontra Ingeborg Syllm une émigrée allemande, médecin à l'hôpital de Cincinnati, et l'épousa. Elle était née en 1912 au Cameroun, était la fille d'une pianiste juive, avait grandi à Hambourg, avait étudié la médecine puis s’était enfuie aux États-Unis en septembre 1938.
Alors que les Rapoport s'étaient rendus à un congrès de pédiatres en Suisse en 1950, ils apprirent qu'ils avaient été visés par la commission d'enquête McCarthy. Compte tenu des risques qu'il encourait, Samuel ne retourna pas aux États-Unis, tandis que sa femme, enceinte d'un quatrième enfant, emmenait ses enfants des États-Unis à Zurich dans le cadre d'une opération nuit et brouillard.
Avec sa famille il s'installa à Vienne et recommença à travailler à l'Institut de Chimie Médicale, mais l'université rejeta sa candidature à un poste de professeur à la suite d'une intervention des États-Unis. Échouèrent également ses tentatives de candidature dans d'autres pays européens, comme la France et la Grande-Bretagne. Et il était suspect à l'Union soviétique, à cette époque sous la dictature de Staline : elle se méfiait de lui en tant que scientifique américain. En 1952, on lui offrit de diriger l'Institut de chimie physiologique et biologique de l'université Humboldt à Berlin-Est, c'est-à-dire qu'il devait, avec peu de moyens, construire un nouvel institut à partir de ruines. Son troisième pays d'exil fut donc la République démocratique allemande (RDA). En trois mois seulement, il dicta à Berlin le livre Medizinische Biochemie qui devint un classique, atteignit neuf éditions avec 60 000 exemplaires et fut traduit en plusieurs langues.
Samuel Rapoport était considéré comme le représentant le plus important de la biochimie en RDA et l'une des figures les plus marquantes de la Charité. Ses élèves Eberhard Hofmann, Sinaida Rosenthal et Reinhart Heinrich obtinrent des chaires dans différentes universités de la RDA. Après l'effondrement de la RDA, alors qu'il était déjà à la retraite, il reprit la présidence de la Société Leibniz des sciences de Berlin qui venait d'être fondée et qui était composée de membres de l'Académie des Sciences est-allemande, désormais dissoute. Il fit campagne pour l'intégration des anciens scientifiques est-allemands et prit part au débat politique universitaire à ce sujet.
Selon lui, les enseignants devraient enseigner les sciences naturelles « dans l'esprit d'un Francis Bacon qui considérait la logique, l'éthique et la méthode scientifique comme une seule et même chose ». Il aimait la confrontation intellectuelle et, à ce sujet, ne détestait pas les conflits.